# اكمة الضلعة (حزم العدين)

تعديل مصدري - تعديل

اكمة الضلعة محلة تابعة لقرية المراون، التابعة لعزلة الابعون بمديرية حزم العدين في محافظة إب في الجمهورية اليمنية، بلغ تعداد سكانها 44 حسب تعداد اليمن لعام 2004.